# Dominic Meily
Dominic A. Meily (* 4. května 1972) je filipínský televizní režisér, kreativní ředitel, grafický umělec, ilustrátor a fotograf. Vystudoval Mowelfundský filmový institut, kde se naučil animaci a filmovou tvorbu.

## Život a dílo
kariéru začal jako malíř ve filipínském Animation Studiu. V roce 1994 zkusil vlastní kariéru umělce na volné noze a psal scénáře pro svého bratra režiséra Marka Meilyho. V roce 2002 založil vlastní společnost s názvem Artquirks Studio. Produkoval reklamní oblečení, storyboardy, animace a grafické návrhy. Byl odborným ředitelem a vedoucím týmu talentovaných ilustrátorů a grafiků. Spolupracuje s různými reklamními agenturami, jako je například McCann Erickson, Leo Burnett, Lowe Lintas a produkčních firem jako například Electromedia Production, Unitel Productions, FilmeX a další.

## Fotografie
Pracuje také jako fotograf na volné noze. Portrétoval řadu celebrit pro tištěné reklamy nebo internetové stránky. Nejznámější je svými tvůrčími schopnostmi v digitální fotografii, kombinující techniku malby a fotografie. Další jeho snímky líčí děti v chudinských oblastech a městský život. Jeho díla byla na skupinové výstavě „The Hands that Feed“ – výstavě umění, která pomáhá dětem.

## Galerie

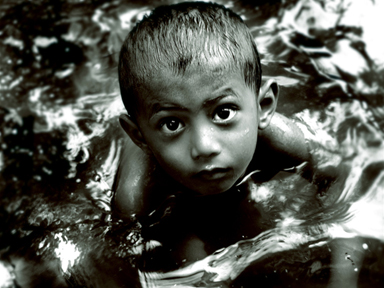
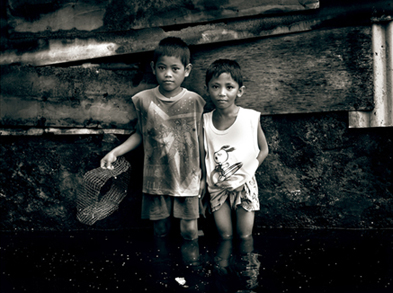
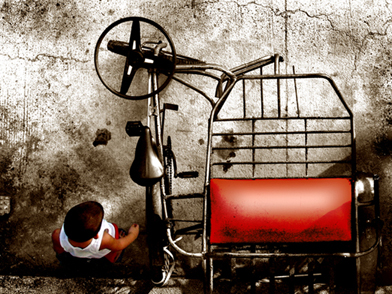
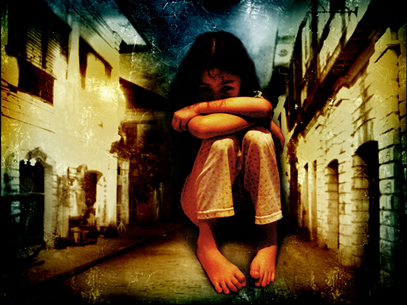
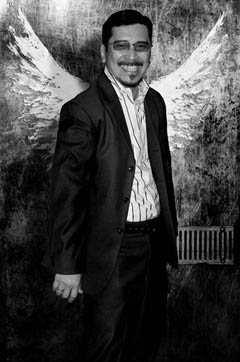

## Televize
- Laugh To Laugh QTV11 (2004)
- MMS-My Music Station QTV11(2004)
- Dito Po Sa Amin UNTV37(2004)
- Pilipinas Gising Ka Na Ba? UNTV37(2005–2007)
- Good Morning Kuya UNTV37(2007)
- Kaagapay UNTV37
- Bread N Butter UNTV37
- Spotlight UNTV 37
- Wonders Of Creation UNTV37